# Washington Diplomats
Washington Diplomats var ett fotbollslag i NASL. Laget var aktivt mellan 1974 och 1980, varpå det lades ned. Till säsongen 1981 flyttade det tidigare Detroit Express till Washington och övertog namnet Diplomats. Efter säsongen 1981 lades även detta Diplomats ned.
Ett annat lag med namnet Washington Diplomats spelade i American Soccer League (ASL) 1988–1989 och American Professional Soccer League (APSL) 1990.

## Kända spelare
- Johan Cruijff (1980–1981)
- Wim Jansen (1980)
- Guus Hiddink (1978)

## Tränare[1]
- Dennis Viollet (1974–1977)
- Alan Spavin (1977)
- Gordon Bradley (1978–1980)
- Ken Furphy (1981)